# نظام الإمساك
نظام المقبض هو السجل المملوك لمؤسسة المبادرات البحثية الوطنية والذي يقوم بتعيين معرفات أو مقابض ثابتة لموارد المعلومات ولحل «تلك المعالجات في المعلومات الضرورية لتحديد موقع الموارد والوصول إليها والاستفادة منها».

## روابط خارجية
- الموقع الرسمي
- مشروع المعرفات الثابتة في باراديجم